# 武文任

武文任（越南语：／；？—1788年），阮朝時因避嗣德帝諱，作武文壬，越南西山朝時期將領。為阮岳的女婿。
武文任出生在廣南。他精通武術，慷慨而有勇力。武文任本為阮主麾下的官員，但因違反軍法逃到了歸仁。懷仁府的知府胡作非為強姦婦女，武文任怒而殺之，前往投奔陳光耀。陳光耀將其推薦給阮岳，武文任遂成為阮岳的部將，並於1778年娶阮岳之女為妻。
武文任於1786年隨阮惠進攻嘉定（今胡志明市）。此後又隨阮惠進攻北河，討伐鄭主。阮惠攻佔昇龍（今河內）之後承認後黎朝的帝位，奏凱而歸；留阮文睿守乂安、武文任守洞海（今廣平省洞海市），以監視北河。但隨即阮有整據北河，擬建立一個類似鄭主的政權。而阮文睿不喜歡阮惠，陰與阮有整勾結。武文任得知此事，報告阮惠。阮惠令武文任攻打北河。但阮惠對武文任頗為猜疑，派遣吳文楚和潘文璘為參贊軍務，以分其兵權。
武文任於1787年率軍北伐，攻入昇龍。阮有整挾持黎昭統帝棄城逃跑，被武文任的部將阮文和俘虜，肢解處死。因未能尋獲黎昭統帝，武文任立崇讓公黎維𬓑為監國，自己則執掌大權。黎維𬓑每日反而要去武文任的軍營裡商議朝政。吳文楚和潘文璘將武文任在北河的所作所為告訴了阮惠，聲稱武文任謀反。阮惠率軍連夜前往昇龍，並趁夜半時分進入昇龍，將睡夢中的武文任殺死。